# Индийский варан
Индийский варан, или мангровый варан (лат. Varanus indicus) — вид ящериц из семейства варанов.

## Описание
Длина тела 1,1—1,5 м. Окраска тела тёмно-зелёная или чёрная, с многочисленными жёлтыми или золотистыми пятнами. Брюхо окрашено в кремовый цвет без каких-либо темных отметин. Язык фиолетовый. Тесно связан с Varanus melinus, вместе с которым относится к подроду Euprepiosaurus.

## Ареал
Австралия, Новая Гвинея, Маршалловы острова, Каролинские острова, Соломоновы острова и Марианские острова., некоторые Молуккские острова.

## Образ жизни
Обитают в мангровых болотах, болотистых местностях и области озёр.
Мангровые вараны превосходные пловцы, любят воду и могут в течение часов находится в ней. Молодые вараны ведут древесный образ жизни.
Питаются различными беспозвоночными и позвоночными животными: насекомыми, моллюсками, ракообразными, рыбой, амфибиями, ящерицами, змеями (в том числе ядовитыми), мелкими млекопитающими и птицами, а также яйцами птиц и рептилий.

## Размножение
В одной кладке находится от 1 до 12 яиц. Инкубационный период около семи месяцев.

## Охрана
Занесен в перечень видов экспорт, реэкспорт и импорт которых регулируется в соответствии с Конвенцией о международной торговле видами дикой фауны и флоры, находящимися под угрозой исчезновения (СИТЕС).